# Clinton Hill (Brooklyn)
Clinton Hill è un quartiere del borough di Brooklyn, situato nella città statunitense di New York.
Confina ad est con Bedford-Stuyvesant, a ovest con Fort Greene, a nord con Wallabout Bay ed a sud con Prospect Heights. Fedelmente al suo nome è il punto più alto di Brooklyn.

## Storia
Dagli anni 1840 diventa un quartiere alla moda per le persone più ricche di Brooklyn; negli anni 1880 e 90 in Clinton Avenue vengono costruite numerose case di milionari, alcune delle quali esistono ancora oggi. Una delle abitazioni più famose era quella di Charles Pratt, che ne fece costruire qui una per sé e tre per tre i suoi quattro figli; nel quartiere è anche presente il Pratt Institute, una scuola di arte e design fondata del 1887. Grazie anche a questo istituto, il quartiere è ancora oggi frequentato da numerosi artisti ed in quel periodo subisce una gentrificazione.

## Trasporti
Il quartiere è servito dalla metropolitana di New York attraverso tre stazioni:
- Clinton-Washington Avenues della linea IND Fulton Street, dove fermano i treni delle linee A e C;
- Classon Avenue e Clinton-Washington Avenues della linea IND Crosstown, dove fermano i treni della linea G.